# Utagawa Kunimasa I.

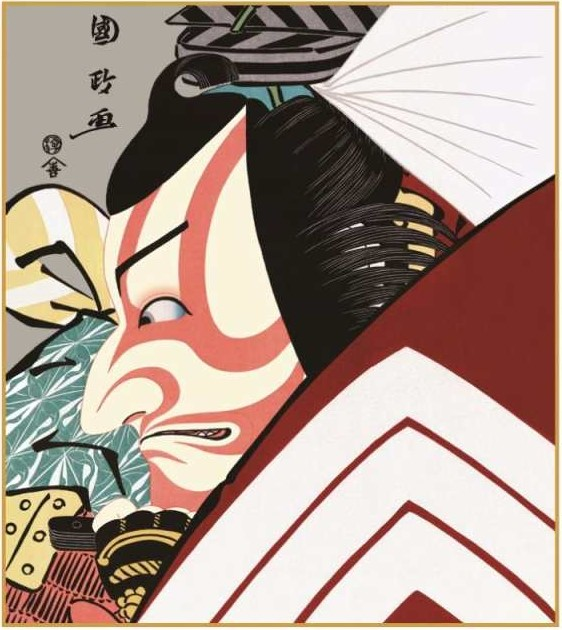
Künstlerporträt

Utagawa Kunimasa I. (japanisch 初代 歌川 国政; geboren 1773 in Aizu, Provinz Iwashiro; gestorben 26. Dezember 1810) war ein japanischer Ukiyoe-Künstler gegen Ende der Edo-Zeit.

## Leben und Wirken
Utagawa Kunimasa I. wurde in Aizu geboren als Satō Jinsuke (佐藤 甚助). Er ging nach Edo und arbeitete in einer Werkstatt für Stofffärbung, aber er liebte Theateraufführungen und war gut darin, Porträts von Schauspielern zu zeichnen. Er begann um 1796 Zeichnen zum Beruf zu machen und wurde ein Schüler von Utagawa Toyokuni I.
Obwohl seine Vielfarbendrucke (錦絵, Nishiki-e) hauptsächlich Porträts von Schauspielern (役者絵、Yakusha-e) sind, gibt es auch hervorragende Werke von „Schönen Frauen“ (美人画, bijin-ga), die er in einer kleinen Anzahl produzierte. 1799 arbeitete er mit Toyokuni an dem Bilderbuch „Haiyū-rakushitsu-tsū“ (俳優楽室通) – etwa „Schauspieler in der Gardrobe“ zusammen, hörte dann aus unbekannten Grund zwischen 1805 und 1806 auf zu malen. Danach soll er Masken hergestellt und verkauft haben, die wie Schauspieler aussahen. Seine grafischen Karikaturen von Schauspielern zeichnen sich durch die Vereinfachung von Farbflächen und -linien und die Verstärkung karikaturistischer Tendenzen aus.
Zu Kunimasas bedeutenden Werken gehören „Ichikawa Ebizō in der Shibaraku-Pose“ (市川鰕蔵の暫) und „Iwai Kiyotarō als Chiyo“ (岩井喜代太郎の千代).

## Bilder

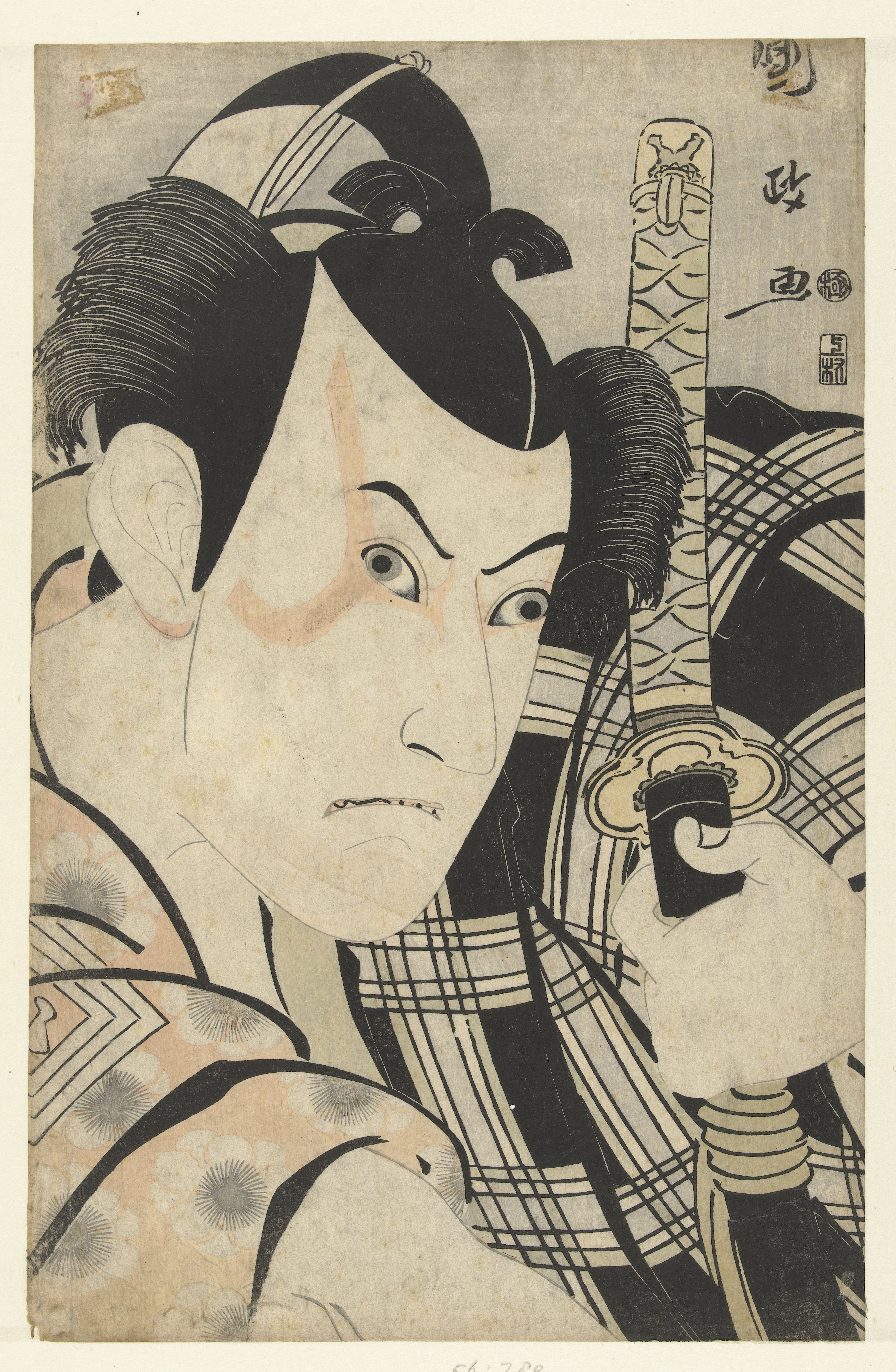
Ichikawa Yaozō III.
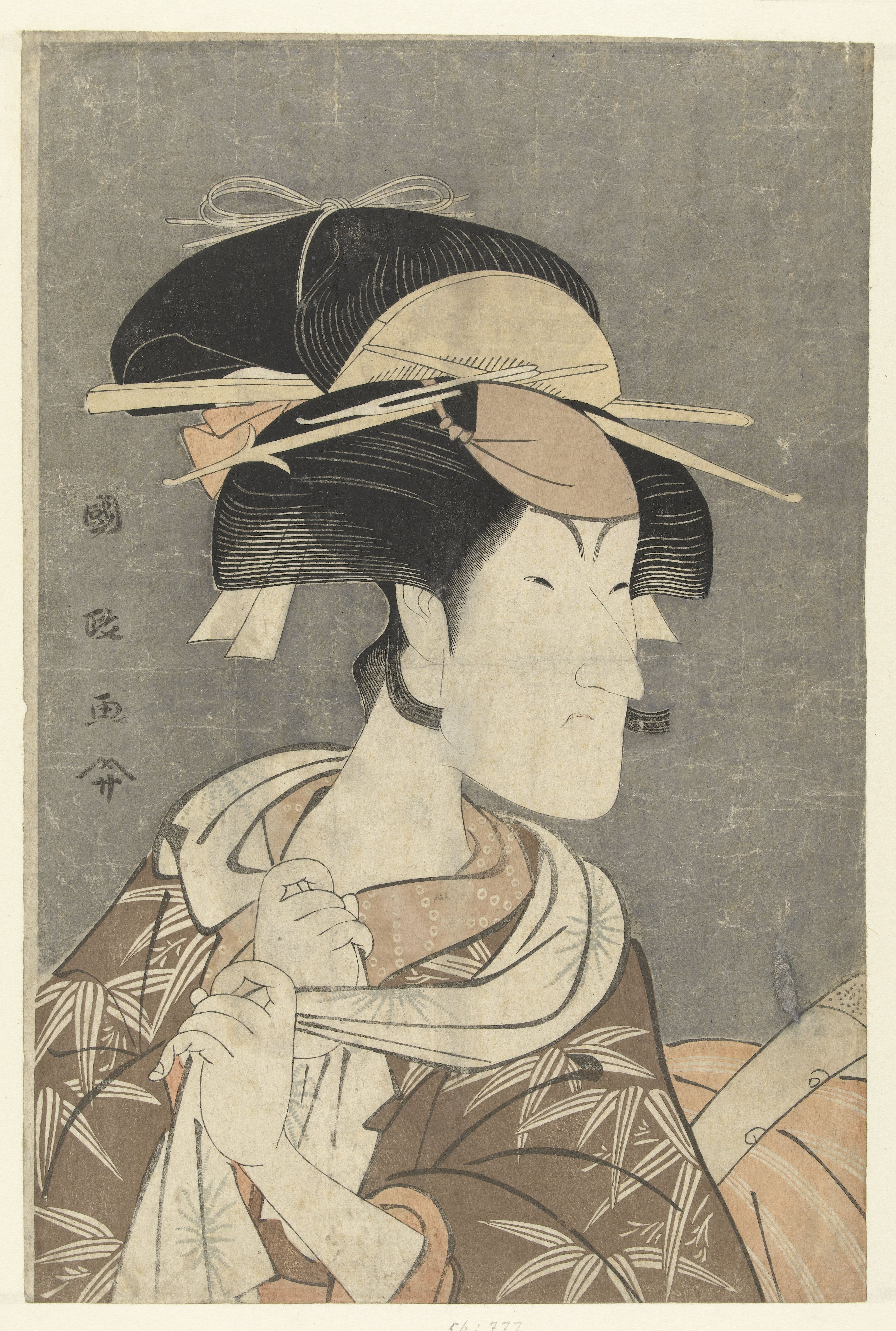
Nakayama Tomisaburō
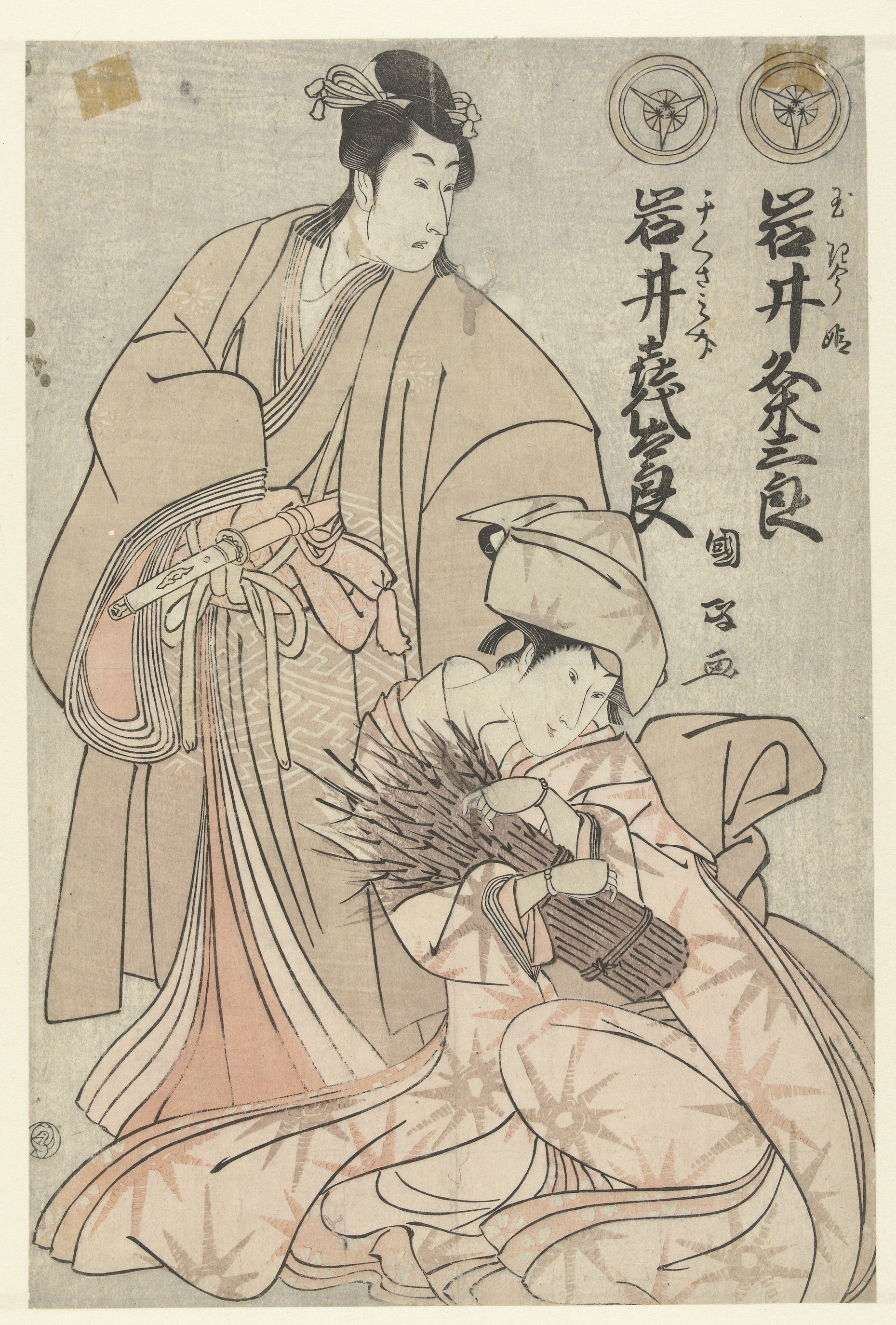
Iwai Kumesaburō und Iwai Kiyotarō
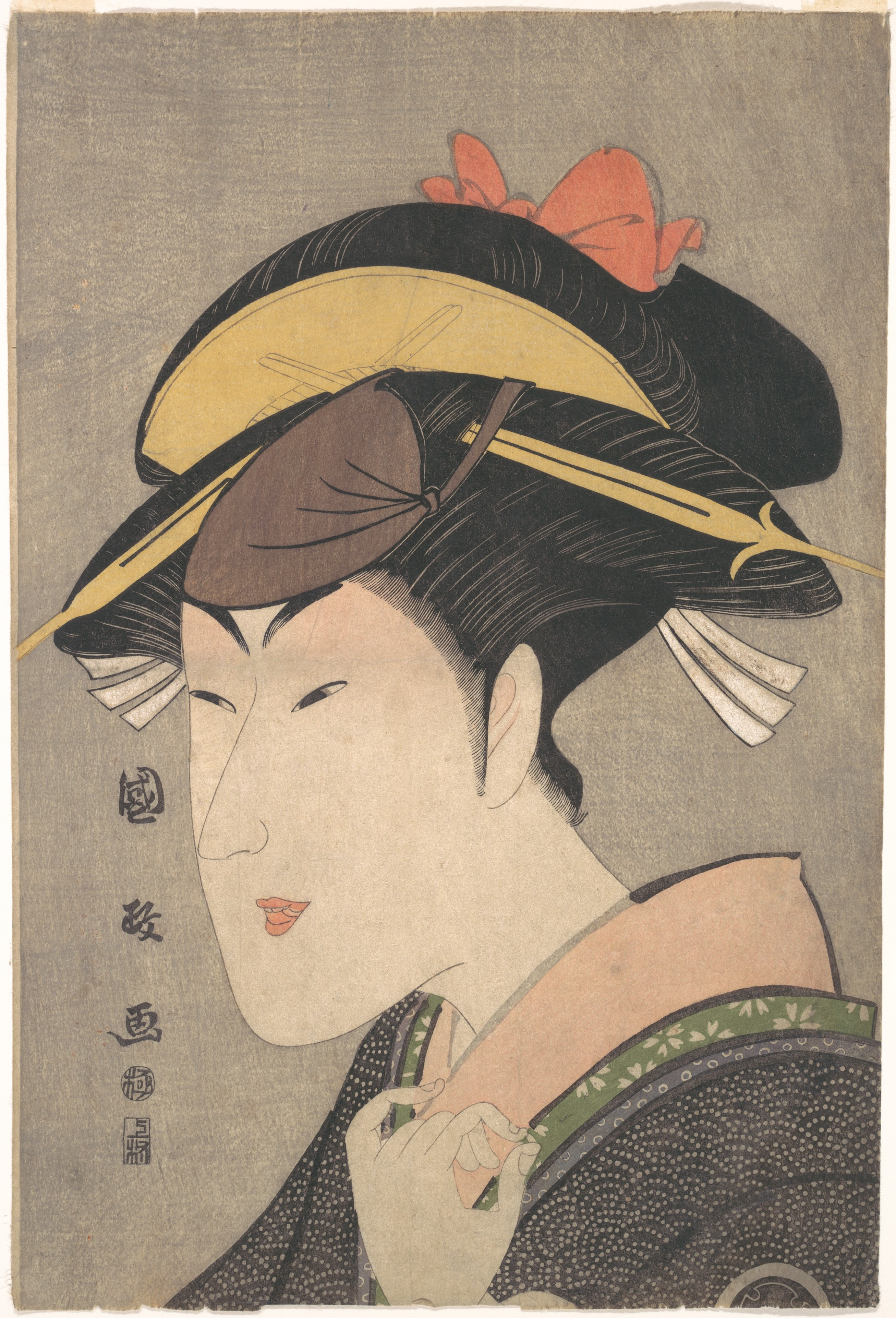
Matsumoto Yonesaburō I
Nakamura Nakazō II